# Gilbert von Sohlern
Gilbert von Sohlern (Forchheim, 19 oktober 1957) is een Duits acteur. Hij volgde privélessen toneel en taalkunde.
Na enkele hoofdrollen in Kein Platz für Idioten (1993), Schlafes Bruder (1994), Kriminaltango (1994-1995) en optredens in Polizeiruf 110 en in Tatort, kwam in 2002 het grote succes met de ARD-serie Pfarrer Braun. Met zijn rol als Monsignore Mühlich werd Von Sohlern hiermee bekend bij het grote publiek. Verder heeft hij in een aantal afleveringen van Medicopter 117 gespeeld als Gunnar E. Höppler.

## Filmografie

### Films
- 1994: Kein Platz für Idioten
- 1995: Hölleisengretl
- 1995: Schlafes Bruder (bioscoop)
- 1995: Sau sticht
- 1997: Polizeiruf 110 – Im Netz der Spinne
- 1997: Polizeiruf 110 Feuer!
- 1997: Harald
- 1997: Die drei Mädels von der Tankstelle (bioscoop)
- 1997: Weihnachtsfieber (bioscoop)
- 1997: Tödliches Alibi
- 1998: Die unerwünschte Zeugin
- 1998: Der Zigeunersimmerl
- 1999: Das verflixte Babyjahr – Nie wieder Sex?!
- 2000: Mein Bruder, der Idiot
- 2000: Es geht nicht immer nur um Sex
- 2001: Feindliche Übernahme – althan.com (bioscoop)
- 2001: Am Anfang war die Eifersucht
- 2001: Sophie – Sissis kleine Schwester
- 2001: Vortex (bioscoop)
- 2002: Bis dass dein Tod uns scheidet
- 2002: Liebe ohne Fahrschein
- 2003: In der Mitte eines Lebens
- 2003: Das Wunder von Lengede
- 2004: Die Kinder meiner Braut
- 2005: Liebe hat Vorfahrt
- 2005: In einem anderen Leben
- 2005: Merry Christmas (bioscoop)
- 2005: Kimme und Dresche – Die Actionkomödie
- 2005: Es ist ein Elch entsprungen
- 2005: Reblaus
- 2006: Ein Toter führt Regie
- 2007: Hilfe, die Familie kommt!
- 2008: Freiwild. Ein Würzburg-Krimi
- 2008: Zwerg Nase
- 2009: Männersache (bioscoop)
- 2011: Im besten Alter
- 2011: Bridges (korte film)
- 2015: Krüger aus Almanya
- 2018: Grüner wird’s nicht sagte der Gärtner und flog davon
- 2021: Nie zu spät

### Televisieseries
- 1992: Der Bergdoktor (aflevering 1x05)
- 1994: Die Gerichtsreporterin (aflevering 1x03)
- 1994: Lutz & Hardy (aflevering 1x08)
- 1993–1995: Zum Stanglwirt (10 afleveringen)
- 1995: Frauenarzt Dr. Markus Merthin (3 afleveringen)
- 1995: Kriminaltango (14 afleveringen)
- 1996: Zwei zum Verlieben (aflevering 1x08)
- 1996: Ärzte (aflevering 4x01)
- 1997, 1998: Café Meineid (afleveringen 6x01, 7x08)
- 1997: Solo für Sudmann (aflevering 1x07)
- 1997: Zwei Brüder (aflevering 4x01)
- 1998–2004: Die Verbrechen des Professor Capellari (16 afleveringen)
- 1998: Der Bulle von Tölz: Mord im Irrenhaus
- 1998–2002: Tierarzt Dr. Engel (4 afleveringen)
- 1999: Tatort – Starkbier
- 1999: Balko (aflevering 4x11)
- 1999: Wolffs Revier (aflevering 8x07)
- 1999, 2001: Für alle Fälle Stefanie (afleveringen 5x11, 6x37)
- 1999: Sturmzeit (televisieserie, deel 3)
- 1999, 2000: Hallo, Onkel Doc! (afleveringen 6x06, 6x13)
- 2000: Unser Charly (aflevering 5x03)
- 2001–2007: Medicopter 117 – Jedes Leben zählt (30 afleveringen)
- 2001: Tatort – Berliner Bärchen
- 2001: Tatort – Ein mörderisches Märchen
- 2001: Ein Fall für zwei (aflevering 21x08)
- 2001: Alphateam – Die Lebensretter im OP (aflevering 6x23)
- 2002: Polizeiruf 110 – Silikon Walli
- 2002: Polizeiruf 110 – Wandas letzter Gang
- 2003: Eva – ganz mein Fall (aflevering 1x04)
- 2003–2014: Pfarrer Braun (22 afleveringen)
- 2004: Trautes Heim (aflevering 2x02)
- 2004–2014: München 7 (afleveringen 1x08, 5x04)
- 2004: Die Wache (aflevering 10x02)
- 2004, 2015: SOKO Köln (afleveringen 1x14, 11x25)
- 2005, 2007: Die Rosenheim-Cops (afleveringen 4x05, 7x10)
- 2005: Im Namen des Gesetzes (aflevering 10x02)
- 2006: Stadt, Land, Mord! (aflevering 1x01)
- 2007: SOKO Kitzbühel (aflevering 6x12)
- 2008: Spezlwirtschaft (aflevering 3x01)
- 2008: Marienhof (soap, 1 aflevering)
- 2009: Ihr Auftrag, Pater Castell (aflevering 2x05)
- 2010: Der Komödienstadel – Duttenfeiler
- 2010: SOKO Stuttgart (aflevering 2x06)
- 2012: Forsthaus Falkenau (aflevering 23x11)
- 2012: Der Landarzt (aflevering 20x01)
- 2012, 2017: Hubert und Staller (afleveringen 2x05, 6x16)
- 2013: Der Alte – aflevering 375: Des Todes kalte Finger
- 2014: Monaco 110 (8 afleveringen)
- 2015: Um Himmels Willen (aflevering 14x05)
- 2019: Die Spezialisten – Im Namen der Opfer (aflevering 4x10)
- 2020: Ein Tisch in der Provence: Ärztin wider Willen
- 2020: Ein Tisch in der Provence: Hoffnung auf Heilung
- 2020: Der Beischläfer (6 afleveringen)
- 2022: Kommissarin Lucas: Goldrausch (televisieserie)
- 2023: Toni, männlich, Hebamme – Mächtig schwanger (televisieserie)
- 2024: Aktenzeichen XY … ungelöst

### Gastrollen
- Tatort
- Polizeiruf 110

## Theater
- 1990: Die Nibelungen (rol: J. Gunzelmann); Regie: Hartmut Baum – Theater Links der Isar München
- 1991: Der Geizige (rol: Cleante); Regie: Joop van der Linden – Theater Links der Isar München
- 1992: Peter Steiners Theaterstadl – Berta, die Glückssau (rol: Gendarm Dotterweich) Regie: Peter Steiner
- 1992: Ein Sommernachtstraum (rollen: Flaut, Thisbe, Elfe); Regie: Martin Politowski – Theaterzelt Das Schloß in München
- 1997: Letzter Wille – Ein Leichenschmaus in 5 Akten (rol: Klaus Schneider); Regie: Hartmut Baum – Theater Links der Isar München
- 2015: Mackie Messer. Eine Salzburger Dreigroschenoper (rol: Trauerweiden Walter) Regie Bühne: Julian Crouch & Sven-Eric Bechtholf, Felsenreitschule Salzburger Festspiele